# 福井セイ
福井 セイ（ふくい セイ）は、日本の漫画家。本名は非公表。福井県小浜市出身。東京都在住。趣味は将棋。代表作は『すうの空気攻略』など。

## 来歴
福井県小浜市出身。中学生時代に漫画を描き始める。福井県立若狭高等学校を経て、京都精華大学マンガ学部ストーリーマンガコースを卒業。大学4年生だった2012年（平成24年）12月、第71回小学館新人コミック大賞で入選する。
2013年（平成25年）、『週刊少年サンデー』に読み切り作品『レジチョイサーよしえ』が掲載されてデビュー。約3年間のアシスタント経験の後、初の連載作品『すうの空気攻略』が小学館のウェブ漫画サイト「サンデーうぇぶり」に掲載され、初の単行本化作品となる。2019年、『週刊少年サンデー』にて『ゆこさえ戦えば』を連載開始。2021年、『週刊少年サンデー』にて『かけあうつきひ』を連載開始。
当初はストーリー漫画を中心として漫画を描いていたが、商業漫画家としてデビューした後は、ギャグ漫画を主としている。マニアックな視点も取り入れながら主人公の心情を詳細に描写し、読者の共感を誘う作風を特徴としている。

## 作品リスト

### 連載
- すうの空気攻略（『サンデーうぇぶり』2016年[1] - 2017年[9]） - 初の連載作品[1]。全5巻
- ゆこさえ戦えば（『週刊少年サンデー』2019年24号[10] - 2020年11号[11]）全4巻
- かけあうつきひ（『週刊少年サンデー』2021年24号[12] - 2022年32号[13]）全6巻

### 読み切り
- レジチョイサーよしえ（『週刊少年サンデー』2013年24号[14]） - デビュー作[1]。
- 数学（『週刊少年サンデーS』2020年6月号[15]）
- 予定わかったら連絡する（『月刊コミックバンチ』2022年12月号[16]）
- 聞かれてから言いたい（『週刊少年サンデーS』2023年5月号[17]） - サンデーバトル8参加作品[17]。
- 催眠集会に行ってみた（『サンデーうぇぶり』2023年5月10日[18]）
- 杞憂しすぎるリア姉さん（『ヤングアニマルZERO』2023年10月1日号[19]）
- シネモンハンターゆりこ（『月刊コミックバンチ』2024年4月号[20]）
- 忍に図々しいギャル（『週刊少年マガジン』2024年16号[21]）
- プルフェイサーとわこ（『コミックバンチKai』2024年8月16日[22]）